# 広島高速交通1000系電車
広島高速交通1000系電車（ひろしまこうそくこうつう1000けいでんしゃ）は、広島県広島市で新交通システム（アストラムライン）を運営する広島高速交通が1999年に導入した案内軌条式電車。広島高速交通で初めてVVVFインバータ制御方式を採用した形式であった。

## 概要
輸送力増強のため、1999年に6両編成1本が製造された形式。製造は三菱重工業が手掛けた。
先頭車の車体長が従来の6000系電車から60 mm延長した8,210 mmに変更され、編成定員も2名増加した288人となっている。また先頭車には運転台からの操作により収納が可能な座席（ロングシート）が2箇所設置されており、ラッシュ時の混雑に対応する。中間車の車内についても座席が6人掛けから5人掛けとなり、乗降扉付近の空間を確保する事で乗降の効率化が図られている。車体デザインは6000系と同様だが、冷房効果を高めるため屋根の塗装が6000系の黒色から断熱塗装を用いた白色に変更されている。
制御方式は6000系で用いられた高周波分巻チョッパ制御から、直流電力を三相交流に変換した上で交流誘導電動機を駆動させるVVVFインバータ制御に変更されている。インバータ装置は三菱電機製で、IGBT素子（1,700 V - 500A）を使用、ベクトル制御による各軸個別制御方式とした。主電動機は三菱電機製のMB-5079-A（出力90kW）を各電動車に2基ずつ搭載し、歯車比は8.83と6000系よりも大きく設定した。
これにより、従来の電動機に設置されていた整流子やブラシの必要がなくなりメンテナンスの簡素化が実現した他、電動機の回転数やトルクの制御が可能となった事で、積雪など悪天候走行時の走行性能が向上している。
軸配置は編成内の各車両の1軸2輪、編成合計で6軸が主電動機から動力が伝わる駆動軸であった6000系から変更され、中間車4両を全軸駆動としている。これにより編成全体で8軸が駆動軸となり、摩擦力の向上や悪天候時の空転の抑制が図られている。これにより、先頭車は動力がない制御車となっている。
1999年3月20日に実施されたダイヤ改正から営業運転に投入され、編成番号は6000系（第1 - 第23編成）の続番として"第24編成"（1124 - 1624）となっていた。

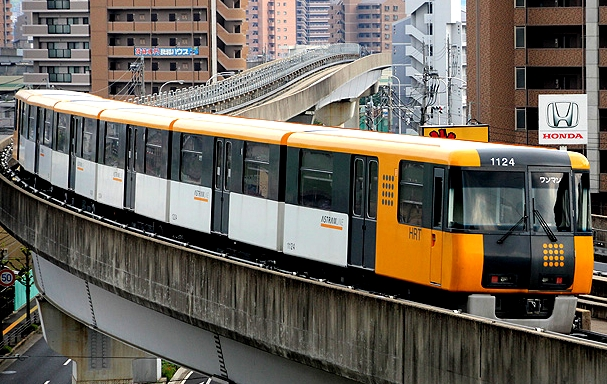
第24編成（2013年撮影） 屋根の色は白い
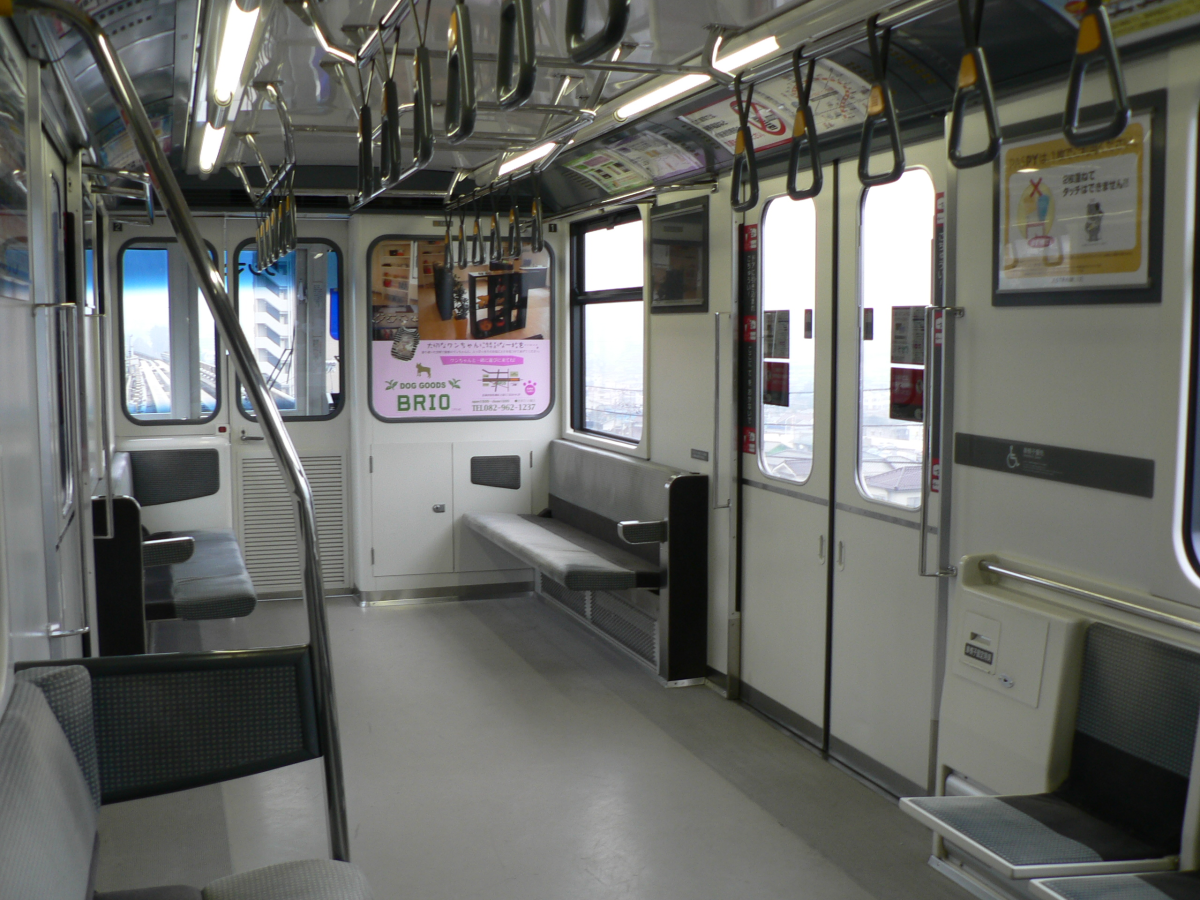
車内（先頭車・運転台側） 収納座席が設置されている
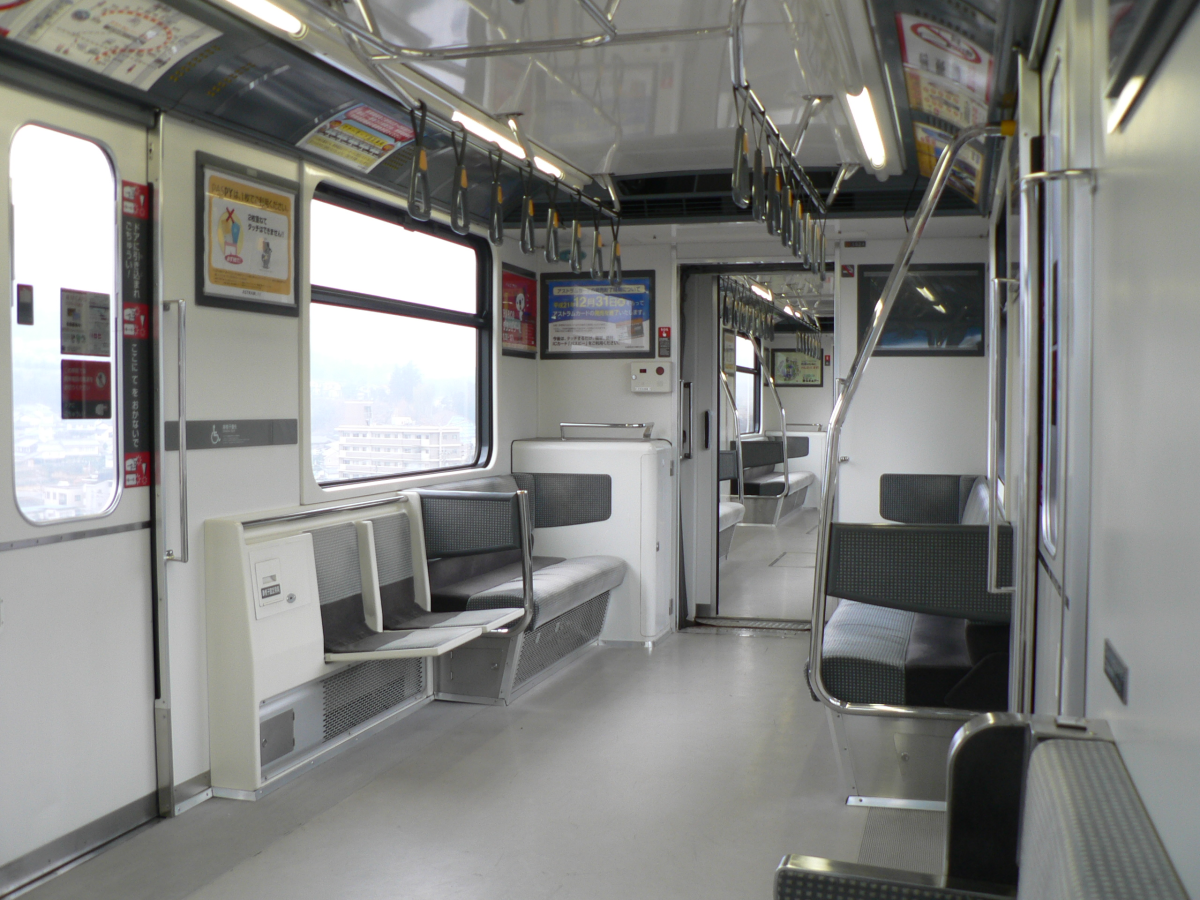
車内（先頭車・連結面側） 扉部付近には折り畳み座席が存在する

## 編成
|          |              | 広島高速交通 1000系 |               |               |               |               |                |
| 形式     | 形式         | 1100形 （Tc1）      | 1200形 （M2） | 1300形 （M3） | 1400形 （M4） | 1500形 （M5） | 1600形 （Tc6） |
| 車両番号 | 三菱重工業製 | 1124                | 1224          | 1324          | 1424          | 1524          | 1624           |

## 廃車
老朽化が進行した事により、2020年3月に営業運転を開始した7000系に置き換えられ、2020年6月19日に廃車となり形式消滅した。